# Hot Bird
Hot Bird je skupina satelitov, s katerimi upravlja francoski satelitski operater Eutelsat. Sateliti so locirani na 13° vzhodno nad ekvatorsko orbitalno pozicijo in oddajajo digitalne televizijske in radijske programe za Evropo, severno Afriko ter bližnji vzhod. Programi, ki jih posredujejo sateliti skupine Hot Bird so tako enkriptirani kot prosti (free-to-air). Poleg RTV signalov v manjšem obsegu omogočajo tudi interaktivne IP storitve. 

## Seznam satelitov
| Ime                          | Izstrelitev    | Trenutna lokacija   | Začetek delovanja | Status    |
| ---------------------------- | -------------- | ------------------- | ----------------- | --------- |
| Hot Bird 1                   | Kourou         | pokopališka orbita  | 28. marec 1995    | neaktiven |
| Hot Bird 2 (Eurobird 9)      | Cape Canaveral | 48°V                | 21. november 1996 | aktiven   |
| Hot Bird 3 (Eurobird 4)      | Kourou         | pokopališka orbita  | 2. september 1997 | neaktiven |
| Hot Bird 4 (Atlantic Bird 4) | Kourou         | 16°V                | 27. februar 1998  | aktiven   |
| Hot Bird 5 (Eurobird 2)      | Cape Canaveral | 25.5°V              | 9. oktober 1998   | aktiven   |
| Hot Bird 6                   | Cape Canaveral | 13°V                | 21. avgust 2002   | aktiven   |
| Hot Bird 7                   | Kourou         | n/p - ni izstreljen | 11. november 2002 | neuspešen |
| Hot Bird 7A (Eurobird 9A)    | Kourou         | 9°V                 | 12. marec 2006    | aktiven   |
| Hot Bird 8                   | Bajkonur       | 13°V                | 4. avgust 2006    | aktiven   |
| Hot Bird 9                   | Kourou         | 13°V                | 20. december 2008 | aktiven   |
| Hot Bird 10 (EUTELSAT 3C)    | Kourou         | 3°V                 | februar 2009      | aktiven   |